# Jリーグ選手OB会
一般社団法人Jリーグ選手OB会（しゃだんほうじんジェイリーグせんしゅオービーかい）は、日本におけるサッカーの普及及び育成支援を主な目的とする組織である。略称J-OB。会長は佐藤寿人。

## 概要
Jリーグ選手OB会は2009年10月20日に設立された。Jリーグ理事会で承認され、JFAハウスで発表された。対象はJリーグ出場歴のある選手すべて。サッカーの普及及び育成支援を主な柱として、「草の根クリニック」の名でOBをコーチとして全国各地のサッカースクールなどに無償で派遣するなどの活動を予定。
全国9地域に支部を設置し、将来的にはJリーグ・選手会と連携して引退試合やOB戦を開催する可能性もある。
理念
- サッカーを通じた青少年の育成活動による社会貢献
- サッカーの普及促進
- 日本サッカーの水準向上に向けた育成支援

活動方針
- Jリーグ経験者の集団として、サッカーの魅力を全国で伝えます
- プロフェッショナルとして得た経験と技術を全国で伝えます
- サッカーを身近に感じて頂くための機会を提供していきます

## 歴代会長
- 柱谷哲二 2009年10月20日 - 2021年6月30日
- 佐藤寿人 2021年7月1日 -